# لومبيرتون (كارولاينا الشمالية)
لومبيرتون (بالإنجليزية: Lumberton)‏ هي مدينة أمريكية ومركز مقاطعة روبسون في ولاية كارولاينا الشمالية في الولايات المتحدة الأمريكية، وأكبر مقاطعة في الولاية من حيث مساحة الأرض. تقع لومبيرتون جنوب ولاية كارولاينا الشمالية، على نهر الخشب. تأسست عام 1787 من قبل جون ويليس ، ضابط في الثورة الأمريكية. تم تطوير هذا كنقطة شحن للأخشاب التي تستخدمها البحرية، وتم توجيه الخشب المنشور إلى أسفل النهر إلى جورج تاون، كارولاينا الجنوبية. حدث معظم نمو المدينة بعد الحرب العالمية الثانية.

## التركيبة السكانية
حدّد مكتب تعداد الولايات المتحدة بيانات التركيبة السكانية للومبيرتون في تعداد الولايات المتحدة. في ما يلي، التركيبة السكانية حسب تعدادي 2000 و2010.

### تعداد عام 2000
بلغ عدد سكان لومبيرتون 20,795 نسمة بحسب تعداد عام 2000، وبلغ عدد الأسر 7,827 أسرة وعدد العائلات 5,168 عائلة مقيمة في المدينة. في حين سجلت الكثافة السكانية 450.7 نسمة لكل كيلومتر مربع (1,167.3/ميل2). وبلغ عدد الوحدات السكنية 8,800 وحدة بمتوسط كثافة قدره 190.7 لكل كيلومتر مربع (493.9/ميل2).
وتوزع التركيب العرقي للمدينة بنسبة 48.54% من البيض و35.44% من الأمريكيين الأفارقة و12.79% من الأمريكيين الأصليين و0.91% من الأمريكيين ذوي الأصول الآسيوية و0.03% من سكان جزر المحيط الهادئ و1.18% من الأعراق الأخرى و1.11% من عرقين مختلطين أو أكثر و3.30% من الهسبانيون أو اللاتينيون من أي عرق.
بلغ عدد الأسر 7,827 أسرة كانت نسبة 37.3% منها لديها أطفال تحت سن الثامنة عشر تعيش معهم، وبلغت نسبة الأزواج القاطنين مع بعضهم البعض 38.8% من أصل المجموع الكلي للأسر، ونسبة 23% من الأسر كان لديها معيلات من الإناث دون وجود شريك، بينما كانت نسبة 4.2% من الأسر لديها معيلون من الذكور دون وجود شريكة وكانت نسبة 34% من غير العائلات. تألفت نسبة 29.9% من أصل جميع الأسر من عدة أفراد يعيشون في نفس المنزل ونسبة 12.6% كانت تتألف من شخص يعيش بمفرده يبلغ من العمر 65 عاماً أو أكثر. وبلغ متوسط حجم الأسرة المعيشية 2.44، أما متوسط حجم العائلات فبلغ 3.01.
بلغ العمر الوسطي للسكان 35.3 عاماً. وكانت نسبة 26% من القاطنين تحت سن الثامنة عشر، وكانت نسبة 8.1% بين الثامنة عشر والرابعة والعشرين عاماً، ونسبة 24.8% كانت واقعةً في الفئة العمرية ما بين الخامسة والعشرين والرابعة والأربعين عاماً، ونسبة 20.4% كانت ما بين الخامسة والأربعين والرابعة والستين، ونسبة 12.5% كانت ضمن فئة الخامسة والستين عاماً فما فوق. يوجد لكل 100 أنثى 82.4 ذكر، ويوجد لكل 100 أنثى في الثامنة عشر من عمرها فما فوق 76.4 ذكر.
بلغ متوسط دخل الأسرة في المدينة 26,782 دولارًا، أما متوسط دخل العائلة فبلغ 33,839 دولارًا. وكان متوسط دخل الذكور 28,903 دولارًا مقابل 24,503 دولارًا للإناث. وسجل دخل الفرد الخاص بالمدينة 15,504 دولارًا. وكانت نسبة 23.9% من العائلات ونسبة 25.9% من السكان تحت خط الفقر، وكان من هؤلاء نسبة 38.8% تحت سن الثامنة عشر ونسبة 23.7% في الخامسة والستين من العمر وما فوق.

### تعداد عام 2010
بلغ عدد سكان لومبيرتون 21,542 نسمة بحسب تعداد عام 2010، وبلغ عدد الأسر 8,084 أسرة وعدد العائلات 5,145 عائلة مقيمة في المدينة. في حين سجلت الكثافة السكانية 466.9 نسمة لكل كيلومتر مربع (1,209.3/ميل2). وبلغ عدد الوحدات السكنية 8,877 وحدة بمتوسط كثافة قدره 192.4 لكل كيلومتر مربع (498.3/ميل2).
وتوزع التركيب العرقي للمدينة بنسبة 40.82% من البيض و37.16% من الأمريكيين الأفارقة و13.09% من الأمريكيين الأصليين و2.41% من الأمريكيين ذوي الأصول الآسيوية و0.19% من سكان جزر المحيط الهادئ و3.67% من الأعراق الأخرى و2.66% من عرقين مختلطين أو أكثر و6.74% من الهسبانيون أو اللاتينيون من أي عرق.
بلغ عدد الأسر 8,084 أسرة كانت نسبة 34.8% منها لديها أطفال تحت سن الثامنة عشر تعيش معهم، وبلغت نسبة الأزواج القاطنين مع بعضهم البعض 33.2% من أصل المجموع الكلي للأسر، ونسبة 25% من الأسر كان لديها معيلات من الإناث دون وجود شريك، بينما كانت نسبة 5.5% من الأسر لديها معيلون من الذكور دون وجود شريكة وكانت نسبة 36.4% من غير العائلات. تألفت نسبة 31.7% من أصل جميع الأسر من عدة أفراد يعيشون في نفس المنزل ونسبة 12.1% كانت تتألف من شخص يعيش بمفرده يبلغ من العمر 65 عاماً أو أكثر. وبلغ متوسط حجم الأسرة المعيشية 2.44، أما متوسط حجم العائلات فبلغ 3.03.
بلغ العمر الوسطي للسكان 36.5 عاماً. وكانت نسبة 24.8% من القاطنين تحت سن الثامنة عشر، وكانت نسبة 9.7% بين الثامنة عشر والرابعة والعشرين عاماً، ونسبة 26.4% كانت واقعةً في الفئة العمرية ما بين الخامسة والعشرين والرابعة والأربعين عاماً، ونسبة 24.5% كانت ما بين الخامسة والأربعين والرابعة والستين، ونسبة 14.6% كانت ضمن فئة الخامسة والستين عاماً فما فوق. وتوزع التركيب الجنسي للسكان بنسبة 48.3% ذكور و51.7% إناث.

## المناخ
يظهر الجدول التالي التغييرات المناخية على مدار السنة للومبيرتون:
| البيانات المناخية لـلومبيرتون             | البيانات المناخية لـلومبيرتون | البيانات المناخية لـلومبيرتون | البيانات المناخية لـلومبيرتون | البيانات المناخية لـلومبيرتون | البيانات المناخية لـلومبيرتون | البيانات المناخية لـلومبيرتون | البيانات المناخية لـلومبيرتون | البيانات المناخية لـلومبيرتون | البيانات المناخية لـلومبيرتون | البيانات المناخية لـلومبيرتون | البيانات المناخية لـلومبيرتون | البيانات المناخية لـلومبيرتون | البيانات المناخية لـلومبيرتون |
| الشهر                                     | يناير                         | فبراير                        | مارس                          | أبريل                         | مايو                          | يونيو                         | يوليو                         | أغسطس                         | سبتمبر                        | أكتوبر                        | نوفمبر                        | ديسمبر                        | المعدل السنوي                 |
| ----------------------------------------- | ----------------------------- | ----------------------------- | ----------------------------- | ----------------------------- | ----------------------------- | ----------------------------- | ----------------------------- | ----------------------------- | ----------------------------- | ----------------------------- | ----------------------------- | ----------------------------- | ----------------------------- |
| متوسط درجة الحرارة الكبرى °ف              | 53.7                          | 58                            | 66.3                          | 74.5                          | 82.1                          | 88.5                          | 91                            | 88.3                          | 83.7                          | 75.5                          | 67.2                          | 56.8                          | 73.8                          |
| متوسط درجة الحرارة الصغرى °ف              | 33.2                          | 35.6                          | 42                            | 49                            | 57.6                          | 67.4                          | 71.3                          | 69.7                          | 62.3                          | 51.3                          | 41.4                          | 35.6                          | 51.4                          |
| الهطول إنش                                | 2.97                          | 2.90                          | 3.33                          | 2.82                          | 3.05                          | 4.34                          | 5.48                          | 5.5                           | 4.8                           | 2.57                          | 2.87                          | 2.89                          | 43.52                         |
| متوسط درجة الحرارة الكبرى °م              | 12.1                          | 14                            | 19.1                          | 23.6                          | 27.8                          | 31.4                          | 33                            | 31.3                          | 28.7                          | 24.2                          | 19.6                          | 13.8                          | 23.2                          |
| متوسط درجة الحرارة الصغرى °م              | 0.7                           | 2.0                           | 6                             | 9                             | 14.2                          | 19.7                          | 21.8                          | 20.9                          | 16.8                          | 10.7                          | 5.2                           | 2.0                           | 10.8                          |
| الهطول مم                                 | 75                            | 74                            | 85                            | 72                            | 77                            | 110                           | 139                           | 140                           | 120                           | 65                            | 73                            | 73                            | 1٬105                         |
| المصدر: xmACIS2 (Monthly Climate Normals) |                               |                               |                               |                               |                               |                               |                               |                               |                               |                               |                               |                               |                               |

## أعلام
- دونل تومسون
- دوايت لوري
- براد إدواردز
- جون سمول
- جيمس ر. جوردن سينيور
- بنجامين كرامب